# Jan Behrendt
Pour les articles homonymes, voir Behrendt.
Jan Behrendt, né le 29 novembre 1967 à Ilmenau, est un lugeur est-allemand puis allemand. Il a notamment gagné quatre médailles olympiques et quatre titres de champion du monde en double avec son coéquipier Stefan Krauße.

## Carrière
Jan Behrendt et Stefan Krauße sont champions olympiques en 1992 et 1998, et gagnent l'argent en 1988 et le bronze en 1994. Ils obtiennent également sept médailles d'or et quatre médailles d'argent aux Championnats du monde et trois d'or et deux de bronze aux Championnats d'Europe, en double et par équipe,. Krauße et Behrendt sont citoyens d'honneur de la ville d'Ilmenau depuis 1998.